# Клитомах
Клитома́х (др.-греч. Κλειτόμαχος) — древнегреческий философ II и I веков до н. э., ученик Карнеада и его преемник в управлении новой академией.
Родом из Карфагена, где носил пуническое имя Гасдрубал (Ἀσδρούβας, Hasdroúbas). В 163 году до н.э., будучи около 24 лет от роду, переселился в Афины (по сообщению Диогена Лаэртия, перебрался в Афины в 40 лет).
Из его многочисленных сочинений не сохранилось ничего; Цицерон называет одно из них — «О воздержании от суждения».
Также он является автором сочинения «О неверии в богов», посвящённого известным атеистам Древней Греции.